# James Bruce (ontdekkingsreiziger)

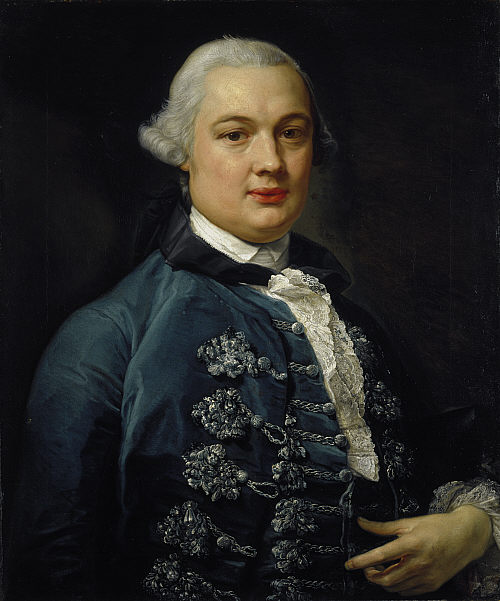
James Bruce

James Bruce (Kinnaird House, 14 december 1730 - 27 april 1794) was een Schotse ontdekkingsreiziger die in Ethiopië op zoek ging naar de bronnen van de Nijl.
Bruce, een man uit een oud Schots geslacht, studeerde rechten in Edinburgh. Hij trouwde op zijn 24e, maar negen maanden later stierf zijn vrouw. Hierna begon hij te reizen. Hij reisde door Spanje, leerde Arabisch, Amharisch en Ge'ez, was consul-generaal in Algiers, en reisde verder door Noord-Afrika en het Midden-Oosten.

## Op ontdekkingstocht
In juni 1768 kwam Bruce aan in Alexandrië. Zijn doel was Ethiopië en de bronnen van de Nijl. Hij bezocht ook Luxor en Karnak, waar hij in het Dal der Koningen het graf van Ramses III ontdekte. Hij voer de Nijl op tot aan Assoean, maar kon daarna wegens een lokale oorlog niet verder trekken. In plaats daarvan stak hij de woestijn over naar de Rode Zee. Vanuit Quseir voer hij door de Rode Zee om uiteindelijk in september 1769 in Massawa in het huidige Eritrea weer aan land te gaan.
Met een klein gezelschap trok Bruce vervolgens landinwaarts, naar Gondar, de toenmalige hoofdstad van Ethiopië. Een van de merkwaardige dingen die hij zag op zijn reis, was dat de Ethiopiërs hun vlees uit een nog levende koe sneden om te eten, daarna de huid behoedzaam weer over de wond vastmaakten en de koe verder meevoerden.

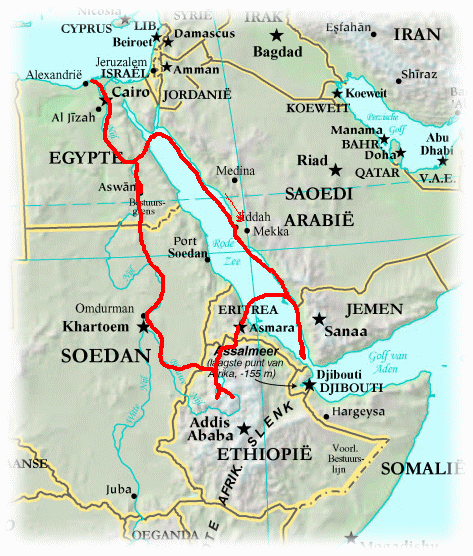
route van James Bruce

In Gondar was een pokkenepidemie uitgebroken, en hoewel Bruce geen medische studie had genoten, deed hij zich tijdens zijn reis als dokter voor op basis van kennis opgedaan tijdens zijn eerdere reizen. Hij werd dan ook gevraagd een aantal kinderen van de koninklijke familie te behandelen, en toen deze inderdaad beter werden, werd Bruce al snel populair. Ras Michael, de adviseur van koning Takla Haymanot en feitelijke heerser van het land, benoemde hem tot opperstalmeester, kamerheer en titulair gouverneur van de provincie Geesh.
Uiteindelijk, in oktober 1770, kreeg Bruce toestemming om de tocht te maken die eigenlijk het doel van de reis was: bij de stad Geesh vond hij de bron van de Blauwe Nijl. Ook zag Bruce de Tisisat Watervallen, waarmee de Blauwe Nijl uit het Tanameer stroomt. Het duurde hierna nog meer dan een jaar voor de Ethiopiërs hem weer naar huis lieten gaan. In tussentijd vocht hij mee in de strijd tussen regering en rebellen, waarbij hij de wreedheid van de oorlog betreurde.

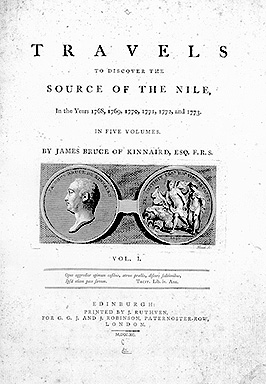
titelpagina van de Travels van Bruce

Bruce reisde nadat hij toestemming had gekregen te vertrekken naar de stad Sennar, toen, evenals andere steden in dit gebied, een onafhankelijk vorstendom. Van hieruit zakte hij de Nijl verder af tot hij bij de grote westelijke bocht kwam. Deze wilde hij via de woestijn afsnijden, waarbij hij bijna van honger en ontberingen omkwam, maar uiteindelijk toch Assoean bereikte. Via Caïro en Frankrijk keerde Bruce naar Engeland terug.

## Thuiskomst
Bij aankomst in Engeland stak men de draak met hem, sommigen (in het bijzonder Samuel Johnson, vertaler van het reisverslag van Jeronimo Lobo, een 17e-eeuwse Jezuïet die Ethiopië bezocht) betwijfelden zelfs of hij ooit in Ethiopië was geweest. Bruce trok zich terug op zijn landgoed en hertrouwde. Pas toen hij in 1790 zijn Travels to Discover the Source of the Nile uitbracht kreeg hij waardering voor zijn reizen.
Bruce zag zichzelf als de ontdekker van de bronnen van de Nijl, maar hij wordt tegenwoordig niet als zodanig beschouwd. Ten eerste was wat hij ontdekte de bron van de Blauwe Nijl. Waar de twee samenstromen, in Khartoem, is echter de Witte Nijl duidelijk de grotere van de twee stromen, en het is dan ook de oorsprong van deze rivier die als de 'bron van de Nijl' wordt beschouwd. Bovendien was Bruce niet de eerste Europeaan die deze bronnen vond. De Spaanse Jezuïet Pedro Paez had dat reeds in 1618 gedaan. Wel breidde het werk van Bruce de Europese kennis van Ethiopië sterk uit, en actualiseerde deze.
Hij bracht bij zijn terugkeer in Europa een aantal handschriften mee, waaronder drie exemplaren in het Ge'ez van het  Boek van Enoch, een oud joods religieus werk dat in de traditie wordt toegeschreven aan Enoch, de overgrootvader van Noach. Daarnaast een aantal gnostische teksten in het Koptisch. Die laatste teksten maken deel uit van de naar hem vernoemde Codex Brucianus. 